# Trikke

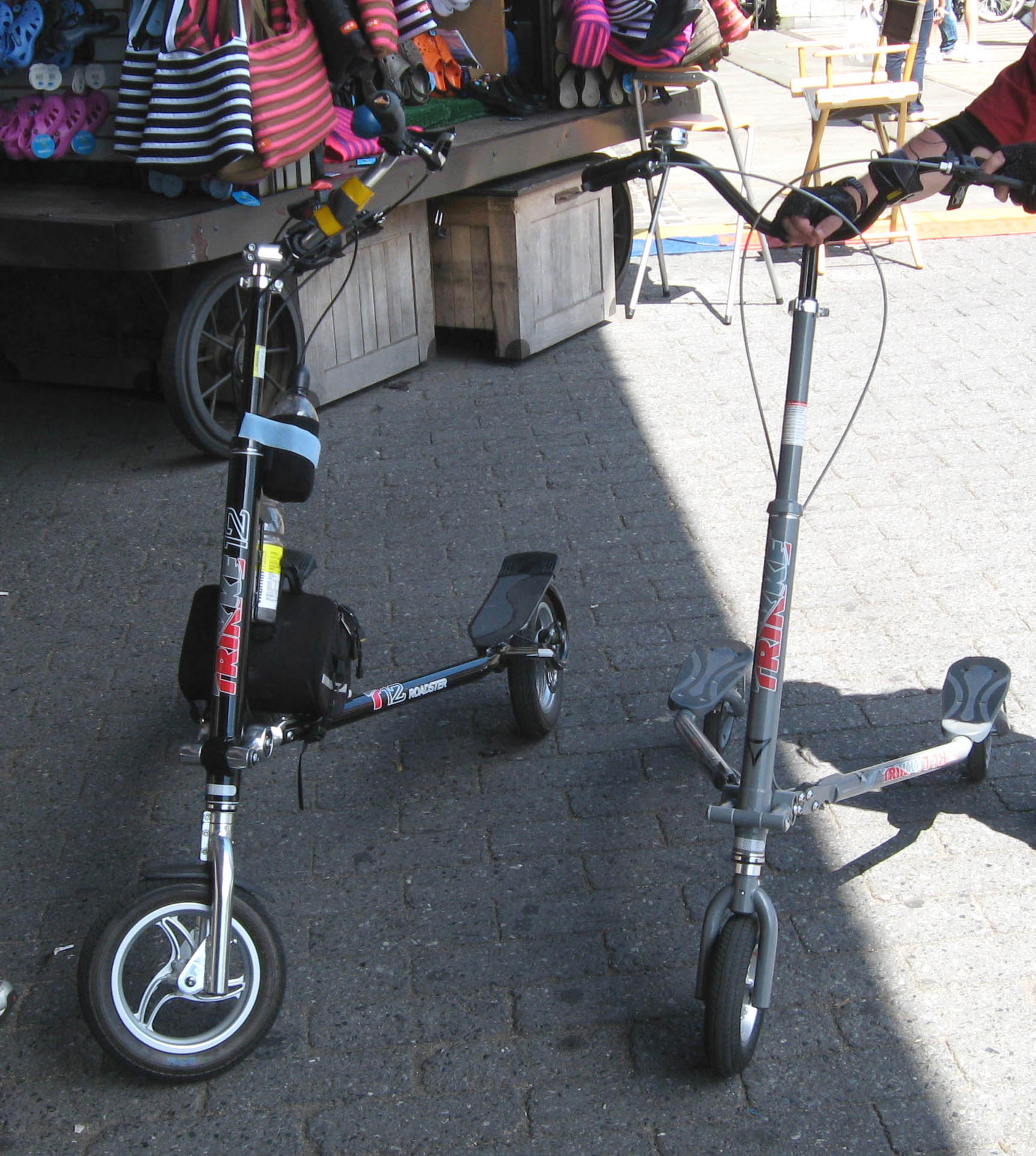
Trikke

Trikke (wym. trajk) – trójkołowy pojazd poruszany siłą ludzkich mięśni. Jazda za pomocą trikke'a polega na poruszaniu się slalomem po drodze i przypomina poruszanie się przy jeździe na nartach.
Po płaskiej nawierzchni za pomocą trikke'a można poruszać się z szybkością do 30 km/h.